# 太田垣光景
太田垣 光景（おおたがき みつかげ）は、室町時代後期の武将、但馬国竹田城城主。山名宗全の家臣として嘉吉の乱や応仁の乱に参加した。

## 生涯
太田垣光朝の子として生まれる。山名宗全に仕え、家臣となる。1441年（嘉吉元年）の嘉吉の乱の際は、赤松氏討伐の際に山名氏配下として従軍。その戦功により、播磨国の守護代を任ぜられる。宗全から、竹田城の築城を命じられ、築城後に居城を任ぜられ、1443年（嘉吉3年）初代城主になったと言われる（太田垣誠朝と言う説もある）。1465年（寛正6年）まで城主を務め、太田垣景近に竹田城を継がせた。1467年（応仁元年）の応仁の乱では、山名氏の配下として従軍している。この頃に、子の松若丸を失う。この功績により、太田垣氏歴代当主は「山名四天王」に数えられる。
墓は常光寺。

## 関連作品
テレビドラマ
- 『花の乱』演： 石田太郎